# Каптум, Вильфрид
Вильфрид Жор Каптум (фр. Wilfrid Jaures Kaptoum; 7 января 1996, Дуала) — камерунский футболист, полузащитник клуба АЕК (Ларнака).

## Клубная карьера
Вильфрид начинал свой футбольный путь в фонде Самуэля Это’о. В 2008 году, после участия «Барселоны» в турнире по футболу 7х7 с юниорской сборной Камеруна, он был подписан «сине-гранатовыми». В 2009 году Вилфрид некоторое время провёл в «Сант-Андреу» на правах аренды. В составе юношеской команды «блауграны» камерунец выиграл Юношескую лигу УЕФА 2013/14. В 2014 году он был переведён во вторую команду клуба — «Барселону B». За первую команду дебютировал 28 октября 2015 года в матче Кубка Испании против «Вильяновенсе». 9 декабря камерунец дебютировал в Лиге чемпионов в матче с немецким «Байером».
В январе 2018 года Каптум достиг соглашения с «Барселоной» о расторжении контракта и перешёл в «Бетис». В январе 2020 года Каптум продлил контракт с «Бетисом» до 2022 года и был отдан в аренду «Альмерии» с правом выкупа в конце сезона за 3,5 млн евро, в случае выхода андалусийцев в Примеру выкуп стал бы обязательным. 5 октября 2020 года контракт Каптума с «Бетисом» был расторгнут.
23 декабря 2020 года Каптум присоединился к клубу MLS «Нью-Инглэнд Революшн». В главной лиге США дебютировал 17 апреля 2021 года в матче стартового тура сезона против «Чикаго Файр». В матче против «Чикаго Файр» 16 октября забил свой первый гол в MLS. По окончании сезона 2022 «Нью-Инглэнд Революшн» не стал продлевать контракт с Каптумом.
13 января 2023 года Каптум стал игроком клуба испанской Сегунды «Лас-Пальмас», подписав контракт до конца этого сезона с опцией продления ещё на два сезона.

## Карьера в сборной
Вильфрид провёл восемь встреч и забил два гола за молодёжную сборную Камеруна.

## Достижения
- Победитель Юношеской лиги УЕФА: 2013/14
- Обладатель Кубка Испании: 2015/16
- Победитель регулярного чемпионата MLS: 2021